# Гальперин, Леонид Гдалевич
Леонид Гдалевич Гальперин (26 июня 1938, Щорс, Черниговская область, Украинская ССР, СССР — 2 февраля 2021, Екатеринбург, Россия) — советский и российский ученый, доктор технических наук, преподаватель и профессор кафедры тепловых процессов УрФУ. Основное направление научной работы — математическое моделирование теплофизических процессов, нестационарный теплообмен.

## Биография
Родился 26 июня 1938 года в городе Щорс Черниговской области Украинской ССР.
В 1960 году окончил кафедру промышленной теплоэнергетики УПИ им С. М. Кирова. В 1960—1963 гг. — инженер проблемной лаборатории промышленной теплоэнергетики УПИ.
В 1964 получил второе высшее образование по специальности «Теоретическая физика» в УрГУ им. А. М. Горького.
В 1963—1964 гг. работал в УФАН СССР — младший научный сотрудник отдела энергетики и автоматики.
С 1964 года работал в УПИ. В этом же вузе защитил как кандидатскую, так и докторскую диссертации (2005).
Более 55 лет преподавал в УПИ (затем УГТУ-УПИ, позже — УрФУ) дисциплины «Гидрогазодинамика», «Уравнения математической физики», «Моделирование тепловых процессов». Доцент кафедры промышленной теплоэнергетики УГТУ-УПИ с 1964 года, профессор данной кафедры — с 2005 года.
Почётный выпускник УГТУ-УПИ. Награждён почётной грамотой Министерства образования Российской Федерации (2000).
Скончался 2 февраля 2021 года в Екатеринбурге. Похоронен на Северном кладбище.

## Публикации
Автор и соавтор более 60 работ, опубликованных в российских и зарубежных научных журналах:
- Калинин Ф. Н., Гальперин Л. Г., Поморцева А. А. Применение комплексной иерархической модели технологических процессов переработки попутного нефтяного газа для определения и прогнозирования расхода электроэнергии на типовых газоперерабатывающих комплексах // Промышленная энергетика, 2006
- Brainina K.Z., Galperin L.G., Galperin A.L. Mathematical modeling and numerical simulation of metal nanoparticles electrooxidation // Journal of Solid State Electrochemistry, 2010.
- Гальперин Л. Г. Разработка физико-математических моделей теплоэнергетических процессов и их практическое использование — дисс. докт. техн. наук / Екатеринбург, 2004
- Brainina Kh.Z., Vikulova E.V., Stozhko N.Yu., Galperin L.G., Murzakaev A.M., Timoshenkova O.R., Kotov Y.A. Gold nanoparticles electrooxidation: comparison of theory and experiment // Journal of Solid State Electrochemistry, 2011. Т. 15. № 5. С. 1049—1056.
- Brainina K.Z., Gerasimova E.L., Khodos M.Y., Galperin L.G. Noninvasive potentiometric method of determination of skin oxidant/antioxidant activity // IEEE Sensors Journal. 2012. Т. 12. № 3. С. 527—532.
- Brainina K.Z., Piankova L.A., Stozhko N.Y., Galperin L.G., Myrzakaev A.M., Timoshenkova O.R. Bismuth nanoparticles electrooxidation: theory and experiment // Journal of Solid State Electrochemistry, 2011. Т. 15. № 11-12. С. 2469—2475.
- Скорик И. А., Голдобин Ю. М., Толмачев Е. М., Гальперин Л. Г. Моделирование выгорания полидисперсного твердого топлива в условиях внешнего теплообмена // Теплоэнергетика, 2013. № 11. С. 32.
- Brainina Kh.Z., Vikulova E.V., Galperin L.G., Galperin A.L. The effect of the system polydispersity on voltammograms of nanoparticles electrooxidation // Journal of Solid State Electrochemistry. 2013. Т. 17. № 1. С. 43-53.
- Skorik I.A., Goldobin Yu.M., Tolmachev E.M., Gal’Perin L.G. Modeling the burnout of solid polydisperse fuel under the conditions of external heat transfer // Thermal Engineering. 2013. Т. 60. № 11. С. 802—807.
- Brainina Kh.Z., Kiryuhina T.Yu., Stozhko N.Yu., Galperin L.G., Galperin A.L., Murzakaev A.M., Timoshenkova O.R. Silver nanoparticles electrooxidation: theory and experiment // Journal of Solid State Electrochemistry, 2012. Т. 16. № 7. С. 2365—2372.
- Иванов М. М., Гальперин Л. Г. Исследование эффективности процесса сжатия газа с впрыском влаги в проточную часть компрессора // В сборнике: Труды первой научно-технической конференции молодых ученых Уральского энергетического института, 2016. С. 23-25.
- Baskakov A.P., Antifeev V.A., Gal’perin L.G. Thermal regime of batch furnaces for heating metal in a fluidized bed // Journal of Engineering Physics. 1968. Т. 9. № 4. С. 320—323.